# Vanessa Schindler
Pour les articles homonymes, voir Schindler.
Vanessa Schindler, née en 1988, est une styliste et designer suisse originaire de Bulle, dans le canton de Fribourg. Elle est connue pour son utilisation de l'uréthane dans la conception de ses collections, lui permettant de se passer de couture pour les vêtements qu'elle crée.

## Biographie
Vanessa Schindler est diplômée de la Haute École d'art et de design de Genève (HEAD). Durant son master, elle mène des recherches pour pouvoir se passer de couture et finit par utiliser l'uréthane, qui ressemble à du silicone et permet de couler les éléments sur ses créations. Elle crée une collection futuriste dans le cadre de son master à la HEAD intitulée « Urethane Pool, chapitre 2 ».

## Distinctions
En novembre 2016, à la suite du défilé des diplômes de la filière mode de la HEAD en 2016, elle reçoit le prix HEAD Master Mercedes-Benz,. Le 30 avril 2017, elle est primée au Festival international de mode de Hyères pour cette même collection,,.